# Olivia Schough
Olivia Alma Charlotta Schough (Vanered, 11 maart 1991) is een Zweeds voetbalspeelster die sinds 2025 als aanvaller actief is bij FC Inter Milaan in de Serie A.

## Carrière

### Clubs
Schough begon haar jeugdcarrière bij Torup/Rydö FF en speelde daarna ook als junior voor Ullareds IK.
In 2009 speelde ze bij Falkenbergs FF die de 2e divisie won en promoveerde naar de 1e divisie. Schough werd topschutter in divisie 2 met 19 doelpunten. Daarna tekende Schough een contract bij Göteborg FC waar ze speelde van 2009 tot 2013 en op 92 wedstrijden 8 maal scoorde.
Het seizoen 2014 werd vreemd voor Olivia Schough. In de eerste helft van het seizoen 2014 speelde ze in de Frauen-Bundesliga voor FC Bayern München en in juli 2014 tekende ze een contract tot november 2014 bij het Russische Rossijanka. 
Na haar Russische avontuur tekende Schough in 2015 bij Eskilstuna United DFF in de Damallsvenskan waar ze tot het seizoen 2017 een van de belangrijkste spelers van het team werd. In januari 2018 kondigde ze aan dat ze terugkeerde naar Göteborg FC. Na een jaar verliet ze deze club alweer voor een binnenlandse overstap naar Djurgårdens IF Fotboll. Hier was ze twee jaar een vaste waarde totdat ze een transfer maakte naar FC Rosengård. Met deze club werd ze driemaal kampioen van de Damallsvenskan. In 2025 vertrok ze naar de Italiaanse topclub FC Inter Milaan.

### Nationaal elftal
Schough speelde op 19 september 2007 haar eerste wedstrijd bij het Zweeds voetbalelftal onder 17 en behaalde met het Zweeds voetbalelftal onder 19 in 2009 zilver op het Europees kampioenschap voetbal vrouwen onder 19 en in 2010 de kwartfinale op het Wereldkampioenschap voetbal vrouwen onder 20. 
Schough werd door coach Pia Sundhage geselecteerd voor het Zweeds voetbalelftal op de Algarve Cup 2013 waar ze op 6 maart debuteerde in de wedstrijd tegen China. Schough maakte ook deel uit van het nationaal elftal op het Europees kampioenschap voetbal vrouwen 2013 en 2017 en het Wereldkampioenschap voetbal vrouwen 2015.
In 2016 won Schough zilver met het nationaal elftal op de Olympische Zomerspelen 2016 in Rio de Janeiro en in maart 2018 won Zweden met Schough de Algarve Cup (samen met Nederland) nadat de finale werd afgelast omdat het veld niet bespeelbaar was door de hevige regenval.

## Erelijst
- 2021, 2022, 2024: Kampioen Damallsvenskan
- 2011, 2012, 2022: Winnaar Zweedse beker
- 2013: Winnaar Zweedse Supercup
- 2016: Zilveren medaille op de Olympische Zomerspelen 2016
- 2020: Zilveren medaille op de Olympische Zomerspelen 2020